# Ясні ключі
«Ясні ключі» — радянський художній фільм 1978 року, знятий режисером Ахрором Акбарходжаєвим на кіностудії «Узбекфільм».

## Сюжет
Фільм знятий за двома ранніми розповідями Джансура Ісхакова. Семикласник Ільхам приїжджає на канікули у гірський кишлак до родичів. З найважливіших питань життя хлопчик не знаходить спільної мови з надзвичайно себе поважаючим дядьком Азімом. Він знайомиться з чаклуном Хамракула-бувою, що свято береже від загибелі старе дерево, на якому ще в тридцяті роки (роки дитинства його сина, який не повернувся з війни) діти організували штаб Тимурівської команди. Ільхам добре розуміє старого, допомагає йому дбати про дерево, вивести новий сорт блакитної троянди, яку мріяв виростити син, і зовсім не вважає його чаклуном.

## У ролях
- Уткур Махкамов — головна роль
- Абдураїм Абдувахобов — головна роль
- Герман Ангелуков — другорядна роль
- Джалол Юсупов — Алі
- Хікмат Латипов — другорядна роль
- Хамза Умаров — Азім
- Світлана Норбаєва — другорядна роль
- Шухрат Іргашев — батько
- Хусан Шаріпов — другорядна роль

## Знімальна група
- Режисер — Ахрор Акбарходжаєв
- Сценарист — Джасур Ісхаков
- Оператор — Олександр Панн
- Композитор — Євген Ширяєв